# Катастрофа Ан-24 под Тындой
Катастро́фа Ан-24 под Ты́ндой — авиационная катастрофа, произошедшая 24 июля 2025 года около аэропорта Тынды. Авиалайнер Ан-24РВ авиакомпании «Ангара», выполнявший плановый внутренний рейс ИК-2311 по маршруту Хабаровск—Благовещенск—Тында, упал на землю при уходе на второй круг. Погибли все находившиеся на его борту 48 человек — 42 пассажира и 6 членов экипажа.

## Сведения о рейсе 2311

### Самолёт
Ан‑24РВ (регистрационный номер RA‑47315, заводской 67310502, серийный 05‑02) был выпущен Киевским авиационным заводом 29 января 1976 года. Оснащён двумя турбовинтовыми двигателями АИ-24ВТ со вспомогательной силовой установкой РУ-19А-300 производства ЗМКБ «Прогресс» имени А. Г. Ивченко. 24 февраля того же года под бортовым номером СССР-47315 был передан Казанскому ОАО Приволжского УГА авиакомпании «Аэрофлот»; в 1991 году перешёл в Нижегородский ОАО.
В 1993 году самолёт был перерегистрирован, бортовой номер сменился на RA‑47315. Ранее самолёт эксплуатировался следующими авиакомпаниями:[значимость факта?]
- «Нижегородские авиалинии» (с 25 ноября 1993 года по 18 марта 2002 года),
- Kampuchea Airlines (Камбоджа; сдавался в лизинг с августа 1995 года по 2 апреля 1997 года),
- «КурскАвиа» (с 20 января по 26 июня 1998 года; находился в ней на хранении),
- «Ижавиа» (с 18 марта 2002 года по февраль 2016 года и с февраля 2017 года по 2020 год),
- «Пионер» (с февраля 2016 года по январь 2017 года),
- «РусЛайн» (с апреля по 23 декабря 2018 года)[5].

С июля 2021 года эксплуатировался авиакомпанией «Ангара», выполняя региональные рейсы в Восточной Сибири.
23 декабря 2018 года при рулении в аэропорту Бодайбо задел левым крылом мачту освещения. Других серьёзных инцидентов до катастрофы зафиксировано не было.
На момент катастрофы авиалайнер находился в эксплуатации 49 лет. Свидетельство лётной годности № 2022210046 было выдано 5 июля 2021 года и оставалось действительным.

### Экипаж
Экипаж разбившегося самолёта был родом из Иркутской области.
Члены экипажа:
- Командир воздушного судна (КВС) — 61-летний Вячеслав Логвинов. Гражданский летчик, закончил Актюбинское высшее лётное училище гражданской авиации (АВЛУГА). Работал в авиакомпаниях «ИрАэро» и «Ангара».
- Второй пилот — 37-летний Кирилл Плаксин.
- Бортмеханик — 30-летний Владимир Вохминцев.
- Стюардесса — 43-летняя Анастасия Бессмертная. Проработала в авиакомпании «Ангара» 12 лет (с 2013 года); ранее работала в «ИрАэро». Её супруг Виталий был бортмехаником авиалайнера Ан-24, разбившегося в Благовещенске[7].

Также в составе экипажа были два наземных инженера — 55-летний Виталий Колтунов и 28-летний Алексей Лысенко.

### Пассажиры
На борту самолёта находились 42 пассажира, включая 5 детей. Одним из пассажиров, погибших в катастрофе, стал известный российский врач-хирург Леонид Майзель. Также на борту разбившегося самолёта находился гражданин Китая.

## Катастрофа
24 июля 2025 года Ан-24РВ борт RA-47315, выполнявший рейс ИК-2311 из Хабаровска в Тынду с промежуточной посадкой в Благовещенске, исчез с радаров в зоне ответственности Хабаровского центра ЕС ОрВД при заходе на посадку, после прохода привода и выполнения правого разворота в точку третьего разворота в 07:05 MSK на азимуте 220°, и на удалении около 15 километров от аэропорта. На неоднократные сообщения авиадиспетчера экипаж не отвечал, на аэродроме была объявлена тревога, сигнал красный.
Метеорологические условия в момент катастрофы: ветер 40° со скоростью 2 м/сек, видимость 9999 метров, слабый дождь, разбросанная кучево-дождевая облачность на высоте 210 метров, значительная облачность на 600 метров, температура +17 °C, давление QNH 751 мм рт. ст. Расчётное сцепление взлётно-посадочной полосы было хорошим.
После исчезновения рейса 2311 к поисковой операции был привлечен вертолёт Ми-8. Горящий фюзеляж был обнаружен примерно в 09:40 MSK на горном склоне в 16 километрах от Тынды.

## Реакции

### Внутренняя
- Президент России Владимир Путин выразил «искренние соболезнования семьям и близким погибших» после катастрофы Ан‑24 в Приамурье[14].
- В Амурской области был объявлен трёхдневный траур[3].
- В Хабаровском крае также был объявлен трёхдневный траур[15].

### Международная
- Председатель Китая Си Цзиньпин направил телеграмму президенту России Владимиру Путину, выразив соболезнования в связи с катастрофой Ан-24[16].
- Президент Республики Беларусь Александр Лукашенко выразил соболезнования президенту России Владимиру Путину и семьям погибших, отметив, что белорусский народ «с чувством глубокой скорби воспринял известие» о катастрофе Ан‑24 в Тынде[17].
- Президент Азербайджана Ильхам Алиев направил телеграмму Владимиру Путину, выразив глубокие соболезнования «от себя и народа Азербайджана»[18].
- Премьер-министр Армении Никол Пашинян направил телеграмму Владимиру Путину, выразив «искреннюю симпатию и поддержку» семьям погибших пассажиров Ан‑24 «Ангары»"[19].
- Министерство иностранных дел Турции выразило «глубокое сожаление» в связи с катастрофой Ан‑24 и передало соболезнования России и родственникам погибших[20].
- Президент Казахстана Касым-Жомарт Токаев выразил искренние соболезнования в связи с катастрофой пассажирского самолёта в Амурской области[21].
- Президент Египта Абдул-Фаттах ас-Сиси выразил «самые искренние и глубочайшие соболезнования» Владимиру Путину, российским властям и семьям погибших от лица египетского народа[22].
- Президент Узбекистана Шавкат Мирзиёев выразил соболезнования Владимиру Путину в связи с катастрофой самолёта Ан-24 авиакомпании «Ангара» в Амурской области.
- Президент Таджикистана Эмомали Рахмон выразил соболезнования в связи с авиакатастрофой самолёта Ан-24 в Амурской области.
- Президент Сербии Александр Вучич выразил соболезнования руководству РФ и российскому народу в связи с катастрофой самолёта в Приамурье.
- Премьер-министр Малайзии Анвар Ибрагим выразил соболезнования в связи с катастрофой самолёта Ан-24 в Амурской области.
- Министерство иностранных дел Венесуэлы выразило соболезнования в связи с катастрофой пассажирского самолёта в Амурской области.
- Генеральный секретарь ООН Антониу Гутерриш выразил свои «соболезнования семьям жертв крушения, а также народу и правительству Российской Федерации», как заявил представитель ООН Фархан Хак[23].

## Расследование
По факту катастрофы рейса ИК-2311 Межгосударственный авиационный комитет сформировал комиссию по расследованию причин катастрофы 24 июля. 25 июля были обнаружены бортовые самописцы разбившегося самолёта, в тот же день они были доставлены в Москву, где была проведено их вскрытие и извлечение информации. Установлено, что магнитная лента параметрического самописца уничтожена пожаром, а информация на ленте речевого самописца сохранилась. Проводится анализ записи, по предварительным данным, до момента столкновения с землёй отказов систем Ан-24 зафиксировано не было.
По факту катастрофы было возбуждено уголовное дело. В качестве версии причин катастрофы рассматривается ошибка экипажа при заходе на посадку при плохой видимости.
В день катастрофы в Москве было запланировано совещание Росавиации и Ространснадзора по поводу авиакомпании «Ангара». Перевозчик должен был представить план устранения нарушений, выявленных при внеплановой проверке после инцидента 26 мая 2025 года в Киренске (выкатывания другого Ан-24 авиакомпании «Ангара» при посадке за пределы взлётно-посадочной полосы). Проверка выявила грубые нарушения — техобслуживание самолётов проводилось без нужной квалификации и оборудования, нарушались директивы лётной годности, а в документации был обнаружен подлог. По результатам проверки Ространснадзор временно отстранил от работы 8 самолётов и четырёх техников до устранения нарушений.
29 июля 2025 года Росавиация аннулировала сертификат авиакомпании «Ангара» на техническое обслуживание своего авиапарка, который позволял перевозчику самостоятельно выполнять обслуживание самолётов Ан-12, Ан-24, Ан-26 и Ан-148 и вертолётов Ми-8. После лишения сертификата авиакомпания может использовать только сторонние сертифицированные организации.